# Relier
Relier（ルリエ）は、茨城県常陸太田市で2011年4月から活動していた地域おこし協力隊のチーム。

## 概要
常陸太田市は2011年4月より地域おこし協力隊の導入を始めた。茨城県内での地域おこし協力隊の導入はこれが初の事例である。この時は市内の里美地区(旧里美村)に3名の女性隊員が赴任した。

3名は着任後すぐに自分たちのチーム名を「Relier（ルリエ）」と命名した。Relierとはフランス語で「結ぶ、つなぐ、連結する」等の語である。命名理由を彼女らは、
農村と都市、人と人、人と自然、地域と地域、原点と現在、文化と文化それらのつながりを大切にしたいという思いから付けました—Relier、決定!!!!!! (ブログ「Relier(ルリエ)の毎日∞」2011-04-06)
と述べている。そこには地域の人、自然、文化等をつなぐハブとして活動してゆきたいとの決意が込められている。
翌2012年4月からは追加隊員として、市内金砂郷地区(旧金砂郷町)に2名の女性隊員が着任し、Relier金砂郷支部として活動を始めた。
この5名は全員が清泉女子大学地球市民学科を卒業しており、女子大卒の20代女性達ということで関心を呼び、かつ活動自体も次々章であげたようにユニークであった為、各方面から注目を集めた。その活動の地域への貢献度が評価され2013年度いばらきイメージアップ大賞の奨励賞を受賞している。
2013年10月に市内水府地区(旧水府村)に協力隊員として着任した1名の男性隊員がRelierのメンバーに数えられる。2014年3月31日に里美地区の隊員3名が3年の任期満了で卒業し、また金砂郷地区の隊員1名も後述の理由で任期途中で辞した。彼女らの卒業後ほどなくして、ブログにおいて"Relierは協力隊OGを指す"旨が宣言され、現役隊員のチームとしてのRelierは役目を終えた。

## 清泉女子大学との関わり
Relierは女性隊員全員が清泉女子大学地球市民学科卒業生である事、又、彼女達が地域おこし協力隊として着任する経緯に同学科が関わりを持っていた事等、出身大学との密接な繋がりが特徴の地域おこし協力隊であった。
清泉女子大学地球市民学科は2003年より里美地区でフィールドワークの授業を行い続けており、長年に渡る交流で大学と常陸太田市は信頼関係で結ばれていた。そして2010年に両者の更なる連携を進めるための組織として地球市民学科卒業生が主要メンバーとなる「つなぐ会」という任意団体が発足した。この「つなぐ会」が市の地域おこし協力隊員募集の依頼を受け、推薦したのがRelierの最初の3名である。つなぐ会は隊員達の任期中においても、隊員への研修等の実施や、協力隊が関わった様々なイベントのPR等のサポートを行った。
Relierはこうした大学の支援、とりわけ彼女らの着任前から大学と地域が紡ぎ上げてきた絆を受け取って活動に取り組んだ。

## Relierが関わった事
常陸太田市は地域おこし協力隊の活動の基本方針として、「地域資源の発掘」「市内外への情報発信」「交流人口の拡大」「地域コミュニティの強化」を定め、Relierもこの方針に基づいて様々な活動に関わった。下記はその活動事例の一部である。
Relierは自分たちの活動は全て「地域の人の誇りの醸成と喚起」という目的に繋がっており、「地域に対して主体的に関わる人を改めて掘り起こす」活動を目指していた、と述べている。すなわち、地域の人たちが「この地に住んで良かった。これからも住み続けたい。」と思えるようになり、その気持ち(=誇り)を持って地域のことに主体的に関わる人を増やしてゆくこと、そうすることで地域の持続的維持を高めること、これがRelierが目指していたことである。
このようなRelierの活動は市側のみならず、総務省にも評価された。また、地域活性化のモデルケースにも成り得るとも評価され、2013年度「いばらきイメージアップ大賞」の奨励賞を受賞した。

### 里川カボチャ
里川カボチャとは里美地区里川町の在来作物である。Relierが着任する前からこのカボチャの存続に取り組んでいる者達がおり、Relierもこの活動に加わった。自ら里川カボチャの栽培をする他、里川カボチャを使った加工品のアイデア出し、地域の小学校での里川カボチャ栽培授業、里川カボチャをテーマにした茨城大学の域学連携事業などに関わった。加工品開発ではRelierを含む様々な者の手を経て、里川カボチャを原料にした焼酎の商品化に繋がった。また、Relierと前述の里川カボチャ存続に取り組んでいた者達との交流は「種継人の会（たねつぎびとのかい）」という在来作物の継承と発信を行うネットワーク設立に繋がっていった。

### 里美御膳
里美地区の家庭料理をプロデュースすることにRelierは活動の1年目から関わった。
最初に主婦に料理教室の講師を務めてもらいつつ、主婦が経験で作っている家庭料理のレシピ化を図った。レシピ集は『里美旬彩〜いいあんばいのおかあさんの味』としてまとまり、里美地区の全世帯に配布された。
当初は裏方的な意識の主婦達だったが料理教室等で出した自分達の料理が喜んで貰えたという成功体験を得て、もっと多くの人に家庭料理を提供したいという意欲が高まってきた。Relierは試食会等を企画し、主婦たちの意欲を後押し、ついに活動3年目の2013年11月21日〜23日に市内の古民家で「いいあんばいのおかあさんの味　”里美御膳”を食す」と銘打った期間限定のレストランのオープンにまで繋げた。地元の食材を、家族への愛情と地域に受け継がれてきた料理の知恵を込めて、その土地に住む主婦が提供するこのレストランは大盛況であった。
このレストランは初回以降も季節毎に期間限定でのオープンが続けられている。

### 里美珈琲
里川カボチャでの地域で活動をしていた先人達との出会い同様に、里美地区でグリーンツーリズム等の活動をしていた者とRelierの出会いから「里美の水プロジェクト」という里美地区の清よらかな水を守り伝えてゆく活動を行う団体が2012年7月に誕生した。Relierはこの団体の事務局を務め、また里美の水のブランド化を提案した。そこから生まれたのが、里美地区の水で作ったアイスコーヒー「里美珈琲」である。製造は2011年5月に市内で行われた東日本大震災復興イベントで繋がりができた福島県矢祭町のコーヒー専門店が行っている。里美珈琲は市内の温泉保養センター「ぬく森の湯」、道の駅さとみ他市内各所で販売された。

### 里美cafe
Relierは、清泉女子大学生の常陸太田市内でのフィールドワーク活動のサポートの他、茨城県内大学生の地域おこし関連の活動のサポートも行い、学生と地域を結びつけることに関わった。「里美cafe」はその事例のひとつである。茨城大学は「大学生が卒業時に身につけているべき能力」を養成する為の就業力育成支援カリキュラム「根力育成プログラム」を2012年度から本格実施させた。「里美cafe」はそのプログラム中のプロジェクトの一つで、学生がチームを組んで里美地区の特産品のPRを企画・実行・評価したものである。学生らはプロジェクトの企画当初からRelierと打ち合わせを持ち、Relierも彼らと地域・行政との橋渡しなどを行った。
学生らは2012年9月15日・16日に水戸芸術館で行われた「あおぞらクラフトいち」での出店、茨城大学学園祭の茨苑祭での出店を行い、出品した里美珈琲他の品を全て完売するなど成果を上げた。

### つけけんちんソバ
奥久慈地域では、冷たい蕎麦を野菜がたっぷり入ったけんちん汁につけて食べるやり方があった。この食べ方に衝撃を受けたRelier金砂郷支部の隊員はこれをプロデュースすることに取り組んだ。その取り組みから『つけけんちんそば～soba book～』というフリーペーパーが2013年2月に出版された。フリーペーパーでは地域独特の食べ方を「つけけんちんソバ」と呼称して、作り方やつけけんちんソバを出す蕎麦屋の紹介、大久保太一市長と常陸太田市出身のシンガーソングライターのマシコタツロウとのソバを巡るトークなどを載せた。フリーペーパーは市内に配布された他、東京都内のフリーペーパー配布スペースなどに置かれ評判を呼んだ。

### Go!郷!会
Relierは「里 美の水プロジェクト」や「種継人の会」など地域活動をする者達のネットワークづくりにも関わっており、「Ｇｏ!郷!会（ごーごーかい）」も彼女らが関わったネットワークの一つである。この会は金砂郷に関心のある若者がメンバーになっており、Relier金砂郷支部の隊員が、地域で何かをしたいとの想いを持った若者を集めた交流会を2012年12月に開いたことが設立の発端となっている。「Go!郷!会」という名称は2013年1月に決まった。Relierを交えた会のメンバー達は会の方向性や、金砂郷のために出来ることを何度も話し合い、その結果何らかのイベント開催を目指すことした。
そして「金砂山のけんちん村まつり」と称した郷土料理のけんちん汁を中心としたイベントを2013年12月8日にかなさ笑楽校（旧：金砂小学校）で開催した。このイベントは翌年から「金砂郷のけんちん村まつり」と名称を変更して毎年開催されるようになり、Go!郷!会も毎回関わっている。

### インターネットラジオ「あゆカル」
Relierの情報発信は多彩であった。フェイスブックや市のホームページの3分の2にあたる22万件のアクセス数を出したブログでの発信の他、紙媒体では市の広報誌上での毎回の記事掲載や各担当地区にニュースレターを配布するなどしている。雑誌や図書に掲載されたこともいくつかあり、2013年5月からは茨城新聞で週1での連載も持っていた。これらを通して常陸太田市の魅力発信や自分たちの考えの披露などをしているが、その中でもインターネットラジオ「あゆカル」はRelierのメンバー達が生の声で考えを伝えたメディアであった。「あゆカル」は常陸大宮市の旧山方町地区の団体が始めた茨城県県北地域のことを中心に発信する番組である。Relierは番組のファミリーとして度々出演して、行っている活動内容や自分たちの日常のことなどを、リラックスした番組の雰囲気の中で話している。またRelierは茨城大学「里美cafe」チームや金砂郷地区で読み聞かせを行っている団体のゲスト出演を橋渡しするなどした。

## 協力隊卒業後の隊員たちの動向
地域おこし協力隊として2011年4月に里美地区に赴任した3人は、2014年3月31日をもって3年の任期を終えた。また2012年4月に金砂郷地区に赴任した2名の内1名が後述の理由で任期2年目で協力隊を辞した。
1名は市内で就職をし、一住民として生活している。
1名は卒業1年後に市内で地域おこしに関わる事業等を経営の柱にした合同会社を設立した。会社では「里美珈琲」の通販や、里美地区内の酒蔵復活プロジェクトなどを行っており、住民として里美と共に生きて行くためのチャレンジをしている。
1名は里美に暮らしつつ、更なる専門性を身につけるために東京の大学院に通い、持続可能な開発のための教育（ESD）の研究を行っている。更に茨城大学の非常勤講師となって、協力隊時代から関わっていた域学連係事業に関わり続けた。彼女はまた、協力隊時代から構想していた常陸太田市の自然や生活を描いた絵本『常陸太田クレヨンの旅』の発行を現任の地域おこし協力隊アーティスト隊員と共作して卒業の2年後に行うなど、多岐に活動している。
金砂郷地区の隊員は2年目の時、常陸太田市の職員採用試験に合格した。これにより任期途中で協力隊を辞し、今度は行政側として地域への関わりを始めた。
金砂郷地区に残った隊員は任期満了で2015年3月に卒業した。卒業後は同じ茨城県内の観光関係団体で勤務している。
常陸太田市はRelierが卒業した後も、地域おこし協力隊の受入を続け、それは農業隊員の募集、アーティスト・イン・レジデンス事業の開始など、招く人材に拡がりを見せている。Relierの最初の3人から始まった茨城県内での地域起こし協力隊導入も、2016年9月1日時点で12の自治体で48名の隊員が活動する状況にまで上がった